# Monti metal
Monti metal nebo také Monti metal system je stavebnicová série modelů aut. Z jednotlivých výlisků se auto sestavilo a následně se polepilo přiloženými samolepkami. Při stavbě modelů není třeba lepidlo a není třeba ani barev, protože jednotlivé výlisky již byly zbarveny do požadovaných odstínů. Oproti sérii Monti system jsou autíčka vyrobena nejen z plastu, ale některé jejich díly jsou i kovové.
Sérii vyráběla společnost Kovozávody Semily od roku 1989. Její součástí je pouze šest modelů. Tři z nich byly odvozeny od modelu Škoda Favorit a zbylé tři od modelu Tatra 623.

## Seznam autíček
| číslo | název                          | měřítko |
| ----- | ------------------------------ | ------- |
| 101   | Škoda Favorit 136L – Limousine | 1:48    |
| 102   | Škoda Favorit 136L – Rallye    | 1:48    |
| 103   | Škoda Favorit 136L – Servis    | 1:48    |
| 104   | Tatra 623 – Narex              | 1:48    |
| 105   | Tatra 623 – Rychlá pomoc       | 1:48    |
| 106   | Tatra 623 – ČSA – Follow me    | 1:48    |